# Belyje rosy
Belyje rosy (russisk: Белые росы) er en sovjetisk spillefilm fra 1983 af Igor Dobroljubov.

## Medvirkende
- Vsevolod Sanajev – Fedos Hodas
- Nikolaj Karatjentsov – Vasilij
- Mikhail Koksjenov – Aleksandr
- Gennadij Garbuk – Andrej
- Boris Novikov – Timofej